# Copiapoa saxifraga
Copiapoa saxifraga es una especie de planta suculenta perteneciente al género Copiapoa, dentro de la familia Cactaceae. Es endémica del norte de Chile (concretamente del desierto de Atacama).

## Descripción
Copiapoa saxifraga es una especie de cactus que suele crecer de forma solitaria, aunque en algunas ocasiones se ramifica. Los tallos tienen forma esférica o algo alargada, con la epidermis de color verde a verde oscuro (o incluso gris oscuro si la planta se estresa). Alcanzan alturas de hasta 20 cm y diámetros de unos 7 cm. Están cubiertos densamente de espinas, llegando incluso a ocultar su cuerpo. Tienen una raíz de tipo napiforme alargada que se une al tallo a través de un cuello angosto.
Presentan hasta 15 costillas angostas, sobre las cuales se asientan las areolas con espinas que inicialmente son mayoritariamente negras y luego se tornan amarillentas con la edad. Tienen normalmente 4 espinas centrales de hasta 4 cm de largo y como mínimo 10 espinas radiales de 2 cm de longitud.
Las flores poseen un suave aroma (son fragantes) y tienen los pétalos, el pistilo y los estambres de color amarillo canario. Además, los pétalos exteriores tienen las puntas de tonalidades que van del ocre al naranja.
El fruto es mayormente esférico y mide alrededor de 1 cm de diámetro. Está cubierto con lana y es de color verde claro. En su interior contienen semillas de 1,3 mm de largo y 1 mm de ancho.

## Distribución y hábitat
El área de distribución nativa de esta especie es el norte de Chile (concretamente en el desierto de Atacama) y crece principalmente en biomas desérticos o de matorrales secos, sobre rocas graníticas de valles costeros.

## Taxonomía
Copiapoa saxifraga fue descrita por los botánicos Ignazio Blando y Leonel Pumarino, y publicada por primera vez en la revista científica CactusWorld 41: 297 en el año 2023.

Etimología
- Copiapoa: nombre genérico que hace referencia a la ciudad chilena de Copiapó, ubicada en el desierto de Atacama, lugar donde se encuentran la mayoría de las especies de este género.
- saxifraga: epíteto específico que deriva de las palabras latinas saxum (que significa "roca") y frangere (que significa "romper"), haciendo referencia a que la planta suele crecer en las grietas de las rocas.[3]

## Usos
Se cultiva muy raramente como planta ornamental y su propagación se realiza a través de esquejes o semillas.